# Frescobaldo nel recinto
Frescobaldo nel recinto è il secondo album del cantautore milanese Tricarico, pubblicato nel giugno 2004.

## Il disco
Nel titolo, Frescobaldo è un soprannome del cantautore datogli da un suo amico. Il recinto è la metafora del mondo di Tricarico, tra fantasia e sogni.
Il disco è stato anticipato dal singolo Cavallino il mese precedente.
Secondo singolo estratto è stato Sposa Laser, nel novembre dello stesso anno.
L'album è stato poco pubblicizzato ed è passato pressoché inosservato agli occhi del grande pubblico.
A differenza dell'album di esordio Tricarico (2002), il disco risulta essere più solare, più carico di allegria.

## I brani
- Animali è una canzone a favore della libertà degli animali.
- Sposa Laser è una lirica d'amore sul tema del matrimonio.
- Ragazza little è una sorta di versione moderna della storia di Cenerentola.
- Mamma no è un divertente ed orecchiabile dialogo tra una madre ed un figlio che sembrerebbe mai soddisfatto di ciò che gli si propone, eccetto una cosa.
- Acquedotto fosforescente, tra le più originali del disco, è incentrata sull'infelicità, sul mal comune mezzo gaudio. Il tutto trattato con la solita originalità dell'artista.
- Cavallino racconta dell'infanzia e della sua magia. L'originalità della canzone sta nell'utilizzare solo immagini tipiche della fantasia di un bambino.
- Formiche, lirica punk dell'album, è tra le canzoni più folli del cantautore.
- Cielo rosa e Ogni giorno sono delle dichiarazioni d'amore.
- Sommergibile Blu chiude l'album e descrive la metafora del "recinto" che dà titolo all'album.

## Tracce
1. Animali – 3:57
2. Sposa laser – 3:46
3. Ragazza little – 3:36
4. Mamma no – 3:40
5. Acquedotto fosforescente – 3:20
6. Cavallino – 3:55
7. Formiche – 2:26
8. Cielo rosa – 3:44
9. Ogni giorno – 3:45
10. Sommergibile blu – 4:31

## Formazione
- Tricarico - voce
- Federico Duende - batteria, percussioni
- Mao Granata - batteria
- Luca Bona - basso
- Ferdinando Masi - batteria
- Riccardo Gibertini - tromba
- Mr. T-bone - trombone
- Marco Zaghi - sax